# Château de Jonchères
Le château de Jonchères est situé sur la commune de Rauret, dans le département de la Haute-Loire.

## Présentation
Ce château, érigé au Moyen Âge vers le XIe siècle pour garder le passage entre le Velay et le Gévaudan sur les rives de l'Allier, fut le siège d'une importante baronnie du Velay. Jusqu'à la Révolution, elle fut l'une des 18 baronnies diocésaines qui donnaient à leur seigneur le droit de siéger aux États particuliers du Velay. Après avoir servi de carrière de pierre lors de la construction de la voie ferrée Paris-Nîmes vers 1886-1867, le château fut cédé à la commune de Rauret en 1957.
Il a été classé monument historique le 14 novembre 1983. Ses ruines classées à l'état de vestiges par les monuments historiques peuvent être admirées depuis la D 126 (Lozère) / D 401 (Haute-Loire).